# Mont Sunflower
Le mont Sunflower (en anglais : Mount Sunflower) est un sommet situé dans le comté de Wallace, au Kansas, aux États-Unis.
Avec ses 1 231 mètres d'altitude, c'est le point culminant de l'État.

Vue panoramique autour du mont Sunflower.